# Morski listi
Morski listi (znanstveno ime Soleidae) so družina rib, ki združuje morske ter sladkovodne vrste rib. Morske vrste listov v večini živijo ob obalah Evrope, Avstralije in Japonske, sladkovodne vrste pa lahko najdemo v Afriki, Južni Aziji, na Novi Gvineji ter v Avstraliji. Družina vsebuje 30 rodov in skupno 180 vrst.
Ko se izležejo, imajo obe strani telesa simetrični in na vsaki strani oko ter spodaj na sredini usta. Šele kasneje, ko odrastejo, se jim eno oko prestavi na drugo stran glave in začnejo plavati obrnjeni na bok, kar jim omogoča, da se lahko tudi zakopljejo v pesek. Peščena barva telesa v kombinaciji s peščeno podlago jim omogoča večjo varnost pred plenilci.
V Jadranu živijo povsod, kjer je muljnato ali peščeno dno, največ pa jih je v morju zahodne Istre. Nahajajo se v globinah do 150 metrov in največ v času, ko se mrestijo, to je v jeseni in pozimi. Večino svojega življenja preživijo na morskem dnu, v pesku, na ploščatih kamnih ali v bližini travnatih oaz. Zanje ni značilno združevanje v jate. Prehranjujejo se z manjšimi raki, raznimi črvi in ikrami drugih vrst rib.